# 오버슈트 (신호)

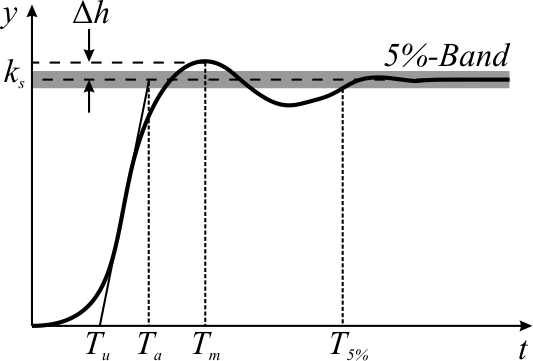
계단 응답에서 나타나는 전형적인 파형. 신호가 순간적으로 Δh만큼 '오버슈트'되어 목표값보다 큰 값이 나타나는 것을 볼 수 있다.

오버슈트(Overshoot)는 신호 처리, 제어이론, 전기공학, 수학 등에서 어떤 신호의 값이 목표값보다 더 크게 나오는 현상을 의미한다. 이 현상은 보통 저주파 필터와 같은 대역 제한 시스템에서 계단 응답을 했을 때 일어난다. 보통 이럴 경우 과도응답 상태일 때 오버슈트 외에도 링잉 현상도 같이 일어난다.

## 전자공학

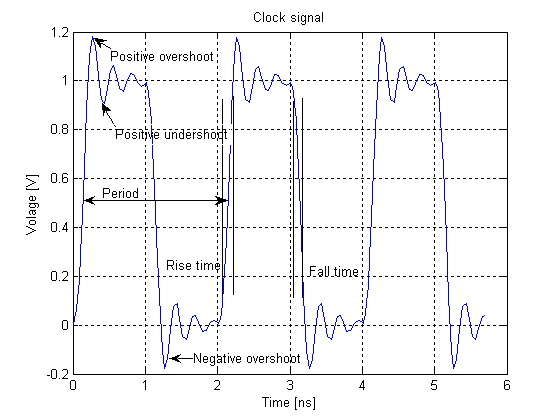
전기 신호가 오버슈트/언더슈트되는 파형.

전자공학에서는 오버슈트 현상을 신호가 한 값에서 다른 값으로 과정에서 과도 응답 상태일 때 목표값보다 더 큰 값이 나오는 상황을 의미한다. 이러한 상황은 아날로그 증폭기의 출력 신호에서 중요하게 사용된다.